# Малпіка-ду-Тежу
Малпіка-ду-Тежу (порт. Malpica do Tejo; МФА: [maɫ.ˈpi.kɐ du ˈtɐj.ʒu]) — парафія в Португалії, у муніципалітеті Каштелу-Бранку. Розташована в східній частині країни, на теренах історичної португальської провінції Бейра. Входить до складу округу Каштелу-Бранку. За адміністративним поділом, чинним до 1976 року, терени парафії були складовою провінції Нижня Бейра. Належить до Порталегрівсько-Каштелу-Бранківської діоцезії Католицької церкви. Патрон — святий Домінік. Площа — 246,0222 км². Населення — 517 ос. (2011). Слабо урбанізований регіон. Густота населення — 2,1 осіб/км²
. Код — 050214.

## Населення
| Кількість мешканців | Кількість мешканців | Кількість мешканців | Кількість мешканців | Кількість мешканців | Кількість мешканців | Кількість мешканців | Кількість мешканців | Кількість мешканців | Кількість мешканців | Кількість мешканців | Кількість мешканців | Кількість мешканців | Кількість мешканців | Кількість мешканців |
| ------------------- | ------------------- | ------------------- | ------------------- | ------------------- | ------------------- | ------------------- | ------------------- | ------------------- | ------------------- | ------------------- | ------------------- | ------------------- | ------------------- | ------------------- |
| 1864                | 1878                | 1890                | 1900                | 1911                | 1920                | 1930                | 1940                | 1950                | 1960                | 1970                | 1981                | 1991                | 2001                | 2011                |
| 1 545               | 1 952               | 1 921               | 2 251               | 2 265               | 2 414               | 2 838               | 3 196               | 3 339               | 2 760               | 1 782               | 1 293               | 811                 | 758                 | 517                 |